# Clubiona mandschurica
Clubiona mandschurica är en spindelart som beskrevs av Schenkel 1953. Clubiona mandschurica ingår i släktet Clubiona och familjen säckspindlar. Inga underarter finns listade i Catalogue of Life.